# Ulrike Scheidel

Ulrike Scheidel

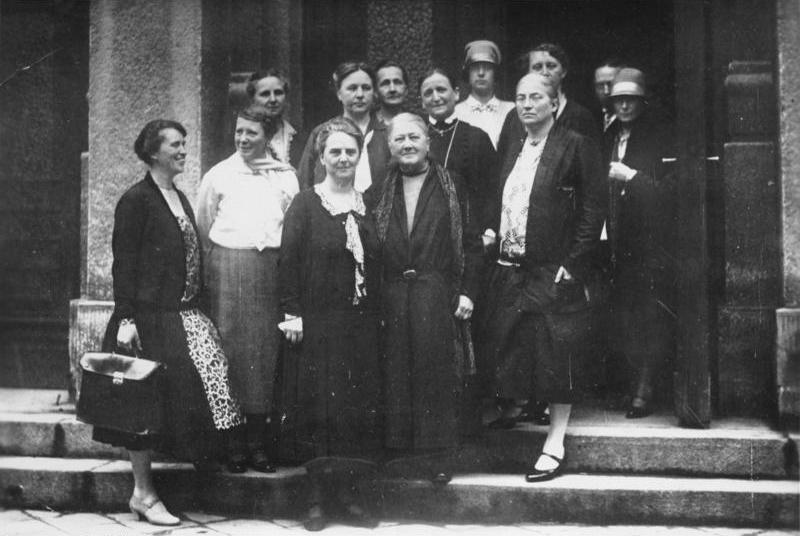
Auf einem DNVP-Parteitag in Königsberg, von links: Elsa Hielscher-Panten, Else von Sperber, Annagrete Lehmann, dahinter Magdalene von Tiling, Margarete Behm, dahinter Therese Deutsch, Helene Freifrau von Watter, Paula Müller-Otfried, dahinter Ulrike Scheidel

Ulrike Scheidel (* 1. Mai 1886 in Berlin; † April/Mai 1945 in Berlin-Nikolassee) war eine deutsche Politikerin (DNVP).

## Leben und Wirken
Scheidel besuchte höhere Mädchenschulen in Berlin und Schöneberg b. Berlin. Danach wurde sie an einem Lehrerinnenseminar Viktoria-Luisen-Schule in Wilmersdorf ausgebildet. 1906 legte sie die Lehrerprüfung für höhere und mittlere Schulen in Berlin ab. Anschließend unterrichtete sie kurzzeitig an einer Knabenvolksschule in Spandau. Von 1908 bis 1911 studierte Scheidel in Berlin, wo sie 1911 die Oberlehrerinnenprüfung ablegte. Danach arbeitete sie als Oberlehrerin an einem Privatlyzeum in Berlin. Von 1912 bis 1922 war sie Studienrätin am Hohenzollernlyzeum zu Berlin-Wilmersdorf. 1922 wurde Scheidel, die seit 1920 der Reichsschulkonferenz angehörte, Studiendirektorin am Charlottenlyzeum in Berlin.
1919 trat Scheidel in die Deutschnationale Volkspartei (DNVP) ein. Im Dezember 1924 wurde sie als Kandidatin der DNVP für den Wahlkreis 2 (Berlin) in den Reichstag gewählt, dem sie bis zur Wahl vom Mai 1928 angehörte. Daneben war Scheidel Mitglied und von 1918 bis 1922 Vorsitzende des Verbandes akademisch gebildeter Lehrerinnen. Ferner tat sie sich durch gelegentliche Artikelveröffentlichungen zu pädagogischen Themen in Zeitungen und Zeitschriften hervor. Außerdem war sie Herausgeberin des deutschen Lesebuches Der Garten beim Verlag Grote in Berlin.
Am 1. April 1932 wurde Ulrike Scheidel Oberstudiendirektorin der Luise-Henriette-Schule (Städtische realgymnasiale Studien-Anstalt mit Lyzeum) in Berlin Bezirk Tempelhof. Diesen Posten hatte sie für zwei Jahre inne, bis sie unter Berufung auf das Gesetz zur Wiederherstellung des Berufsbeamtentums am 1. September 1934 in den Ruhestand versetzt wurde.
Ulrike Scheidel heiratete 1942 den Pädagogen und ehemaligen preußischen Landtagsabgeordneten Karl Pflug. In den letzten Kriegstagen wurde sie zusammen mit ihrem Ehemann von Soldaten der Roten Armee in Berlin-Nikolassee erschossen. Das Ehepaar wurde auf dem Alten Friedhof Wannsee beigesetzt.

## Schriften
- Denkschrift zur Feier des 50jährigen Bestehens des Charlotten-Lyzeums zu Berlin. 1929.